# Brit Air (IMOCA)
Brit Air est un monocoque conçu pour la course à la voile, il fait partie de la classe des 60 pieds IMOCA. Depuis son lancement en 2007, il a successivement porté le nom de Brit Air (skipper : Armel Le Cléac'h), Votre Nom autour du Monde (skipper : Bertrand de Broc), Renault Captur (skipper : Jörg Riechers), MACSF (skipper : Bertrand de Broc), La Fabrique (skipper : Alan Roura), China Dream Haikou (skipper : Jingkun Xu) et Singchain Team Haikou (skipper : Jingkun Xu).

## Historique

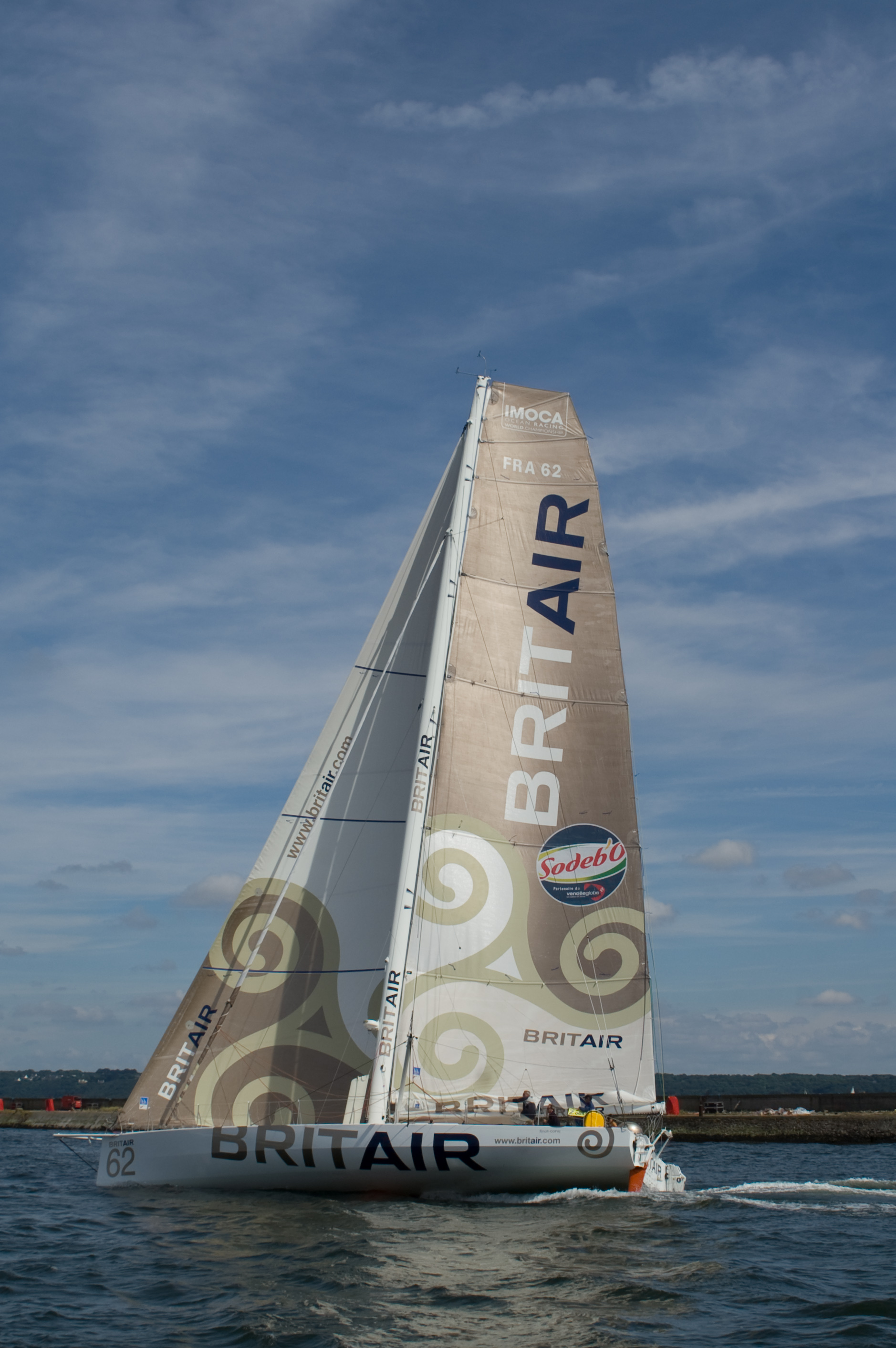
Brit Air à Brest 2008.

Le bateau a été construit à Vannes. Il a été mis à l'eau en juillet 2007 sous le nom de Brit Air, du nom de la compagnie aérienne régionale française Brit Air.
Skippé par Armel Le Cléac'h, il termine notamment deuxième au Vendée Globe 2008-2009.
En 2012, il est racheté par Bertrand de Broc pour participer au Vendée Globe 2012-2013 sous le nom Votre nom autour du monde avec EDM Projets. Il participe ensuite à la Transat Jacques-Vabre 2013 puis à la RORC Carribean 600.
En 2014, il participe à la 10e édition de la Route du Rhum, mais Bertrand de Broc abandonne dès le deuxième jour en raison d'une blessure au coude. Loué au skipper allemand Jörg Riechers, il prend la sixième place de la Barcelona World Race 2014-2015 sous le nom de Renault Captur.
À son retour à Barcelone, en avril 2015, le voilier est récupéré par Bertrand de Broc et son nouveau partenaire, MACSF. Après avoir quitté la Catalogne le 21 avril, il est mis en chantier à Lorient jusqu'au mois de juillet pour une révision générale avant la Transat Jacques-Vabre 2015.
Le 14 mai 2016, MACSF démâte au large de Plymouth alors qu'il était en tête de la transmanche de l'Aber Wrac'h. Cette avarie prive Bertrand de Broc de Transat anglaise et retarde sa préparation pour le Vendée Globe 2016-2017.
Il prend le départ du Vendée Globe le 6 novembre 2016 mais MASCF heurte un OFNI au large du Portugal. Les dégâts génèrent un bruit insupportable pour Bertrand de Broc qui s'arrête dans une baie de l'île brésilienne de Fernando de Noronha où il déclare son abandon le 19 novembre.
En 2017, le voilier est ensuite vendu à Alan Roura et devient le deuxième La Fabrique. En double avec Frédéric Denis il prend la 9e place de la Transat Jacques Vabre à l'issue de laquelle il annonce que le bateau sera doté de foils pour la prochaine saison, les appendices seront conçus par le cabinet Finot-Conq et l'hydrodynamicien Michel Kermarec, leur confection sera confiée au chantier JPS Production tandis que les modifications structurelles du bateau seront réalisées par Gepeto Composite.
En 2021, le voilier est vendu au skipper chinois Jingkun Xu, et prend le nom de China Dream Haikou. Dans la Route du Rhum 2022, il est 29e sur 38 Imoca,. En octobre 2023, le bateau devient Singchain Team Haikou. Dans la Transat Jacques-Vabre, mené par Xu et Mike Golding, il termine 33e sur 40 Imoca. En décembre, Xu est 31e sur 32 dans le Retour à la Base. En juin 2024, Singchain Team Haikou finit 26e sur 28 Imoca dans la New York-Vendée-Les Sables-d'Olonne.

## Palmarès

### 2007-2011:Brit Air– Armel Le Cléac'h
- 2007 :
  - 7e de la Transat Jacques-Vabre, en double avec Nicolas Troussel, en 17 jours, 21 heures et 13 minutes
- 2008 :
  - champion du monde IMOCA
  - 2e de la Transat anglaise, en 12 jours 19 heures et 28 minutes
- 2009 :
  - 2e du Vendée Globe, en 89 jours, 9 heures et 40 minutes
  - Abandon dans la Transat Jacques-Vabre, en double avec Nicolas Troussel

- 2010

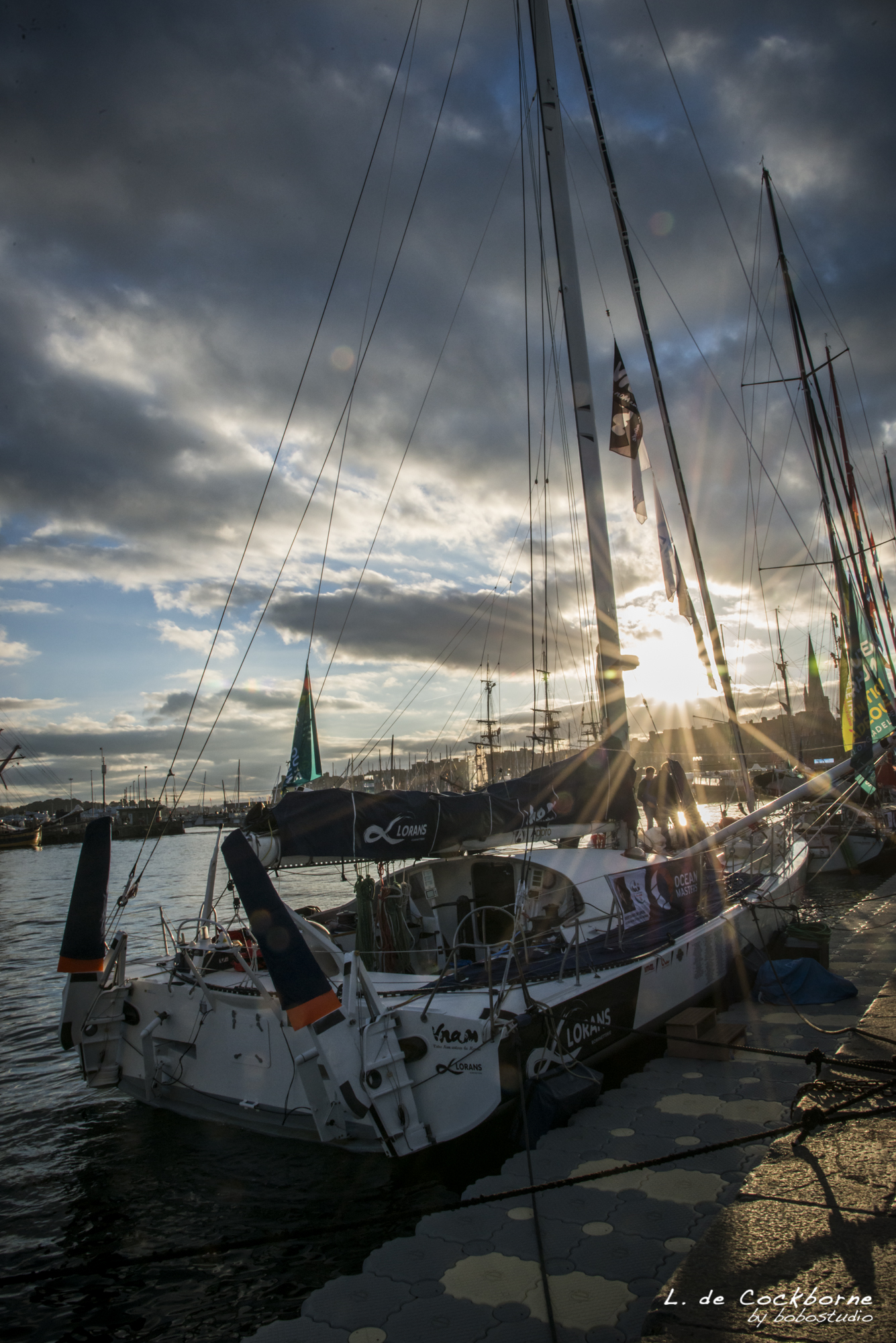
Votre nom autour du monde au départ de la Route du Rhum 2014.

  - 2e à la Route du Rhum, en 14 jours 1 heure et 6 minutes

### 2012-2014:Votre nom autour du monde– Bertrand de Broc
- 2012 :
  - 9e du Vendée Globe, en 92 jours, 5 heures et 10 minutes
- 2013
  - 6e de la Transat Jacques-Vabre, en double avec Arnaud Boissières, en 20 jours, 2 heures et 34 minutes
- 2014 :
  - Abandon dans la Route du Rhum

### 2014-2015:Renault Captur– Jörg Riechers
- 2015 : 
  - 6e de la Barcelona World Race, en double avec Sébastien Audigane

### 2015-2017:MACSF– Bertrand de Broc
- 2015 :

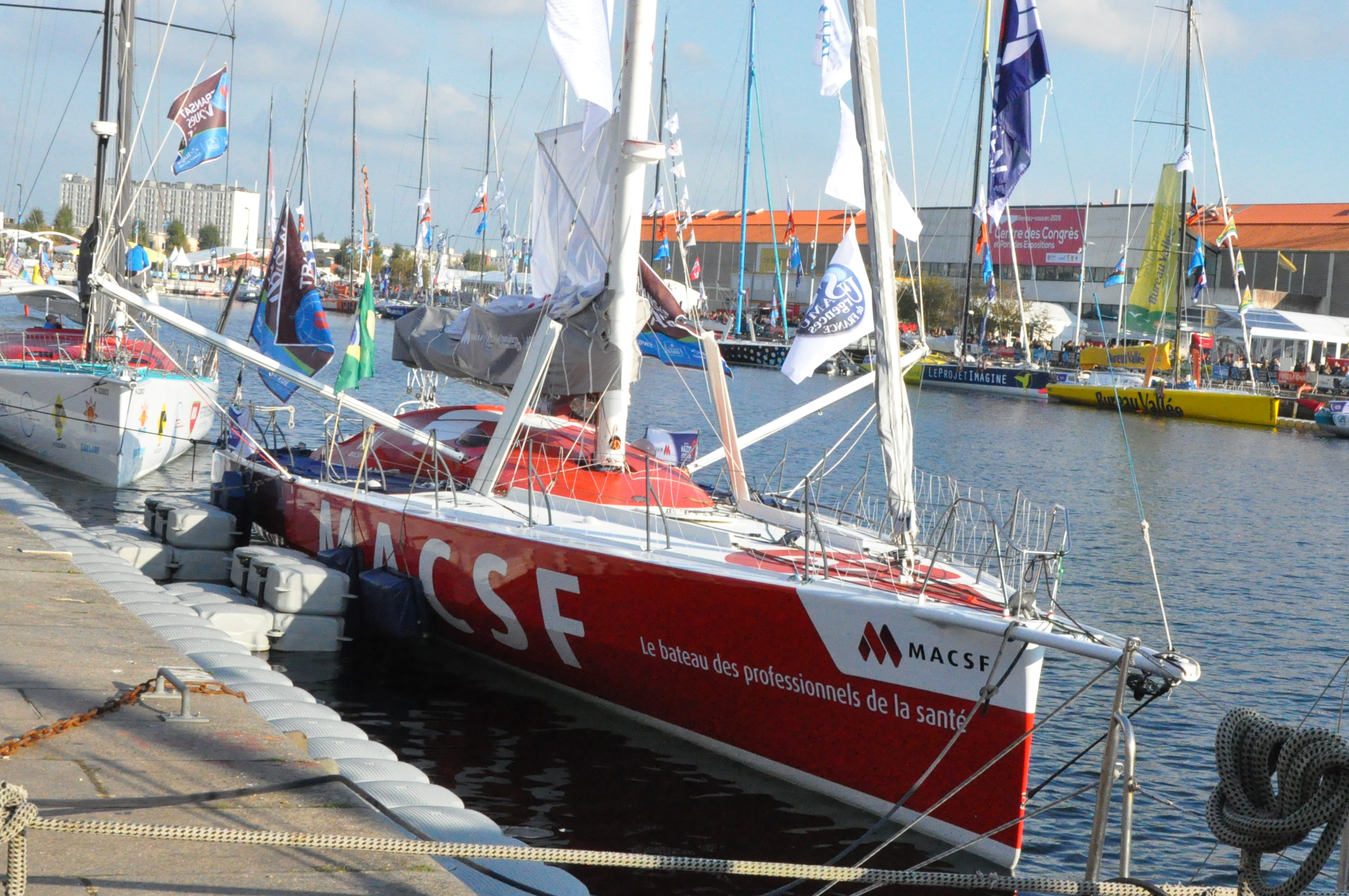
MACSF au départ de la Transat Jacques-Vabre 2015.

  - 6e de la Transat Jacques-Vabre, en double avec Marc Guillemot
- 2016 :
  - abandon dans la transmanche de l'Aber Wrac'h. Démâtage.
  - abandon dans le Vendée Globe. Collision.

### 2017-2021:La Fabrique– Alan Roura

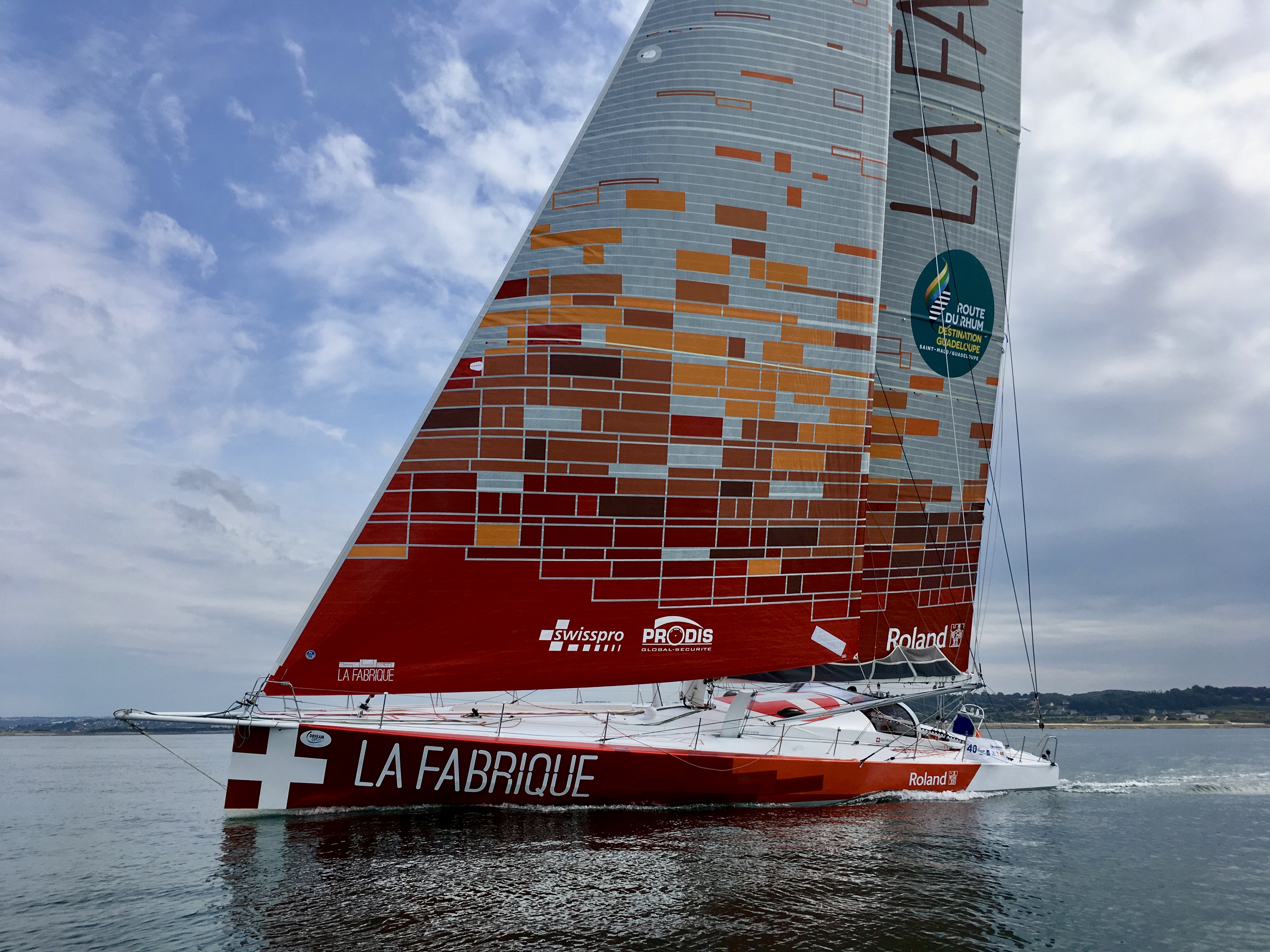
La Fabrique, Drheam Cup 2018

- 2017. 9e de la  Transat Jacques-Vabre en double avec Frédéric Denis en 16 jours, 2 heures, 4 minutes et 16 secondes

- 2018. 7e (20 inscrits) de la Route du Rhum - Destination Guadeloupe en 15 jours, 2 heures, 25 minutes et 37 secondes ; 13e au classement général

- 2019 :
  - 11e sur 20 Imoca dans la Fastnet Race, en double avec Sébastien Audigane[19],[20]
  - 21e sur 29 Imoca dans la Transat Jacques-Vabre, en double avec Sébastien Audigane[21],[20]

- 2020. 14e sur 17 dans les 48 Heures du Défi Azimut[22]

- 2020-2021. 17e sur 33 dans le Vendée Globe[23]

### 2022:China Dream Haikou– Jingkun Xu

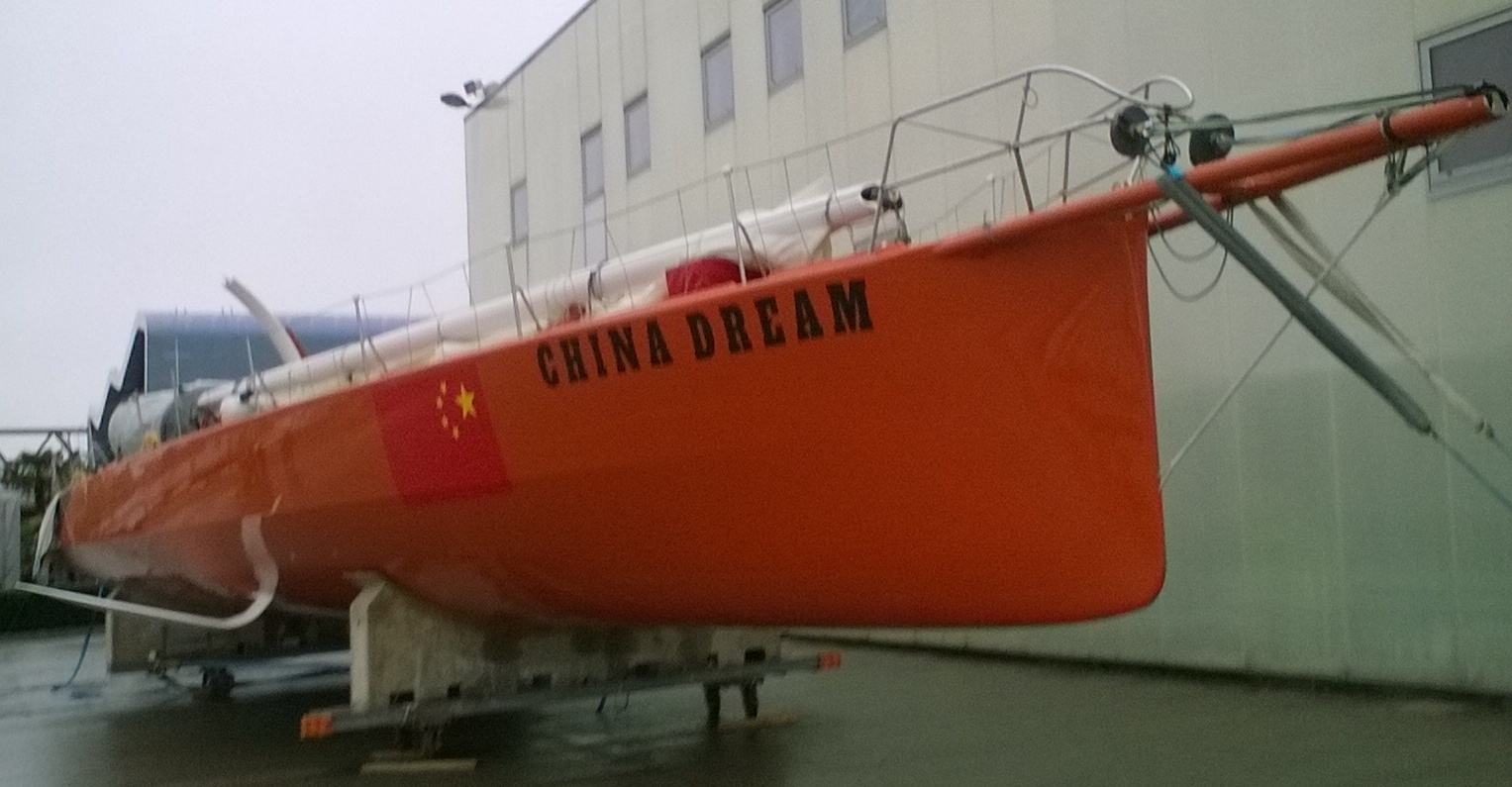
China Dream Haikou à Lorient en décembre 2021.

29e sur 38 Imoca dans la Route du Rhum, en 16 j 8 h 34 min 0 s

### Depuis 2023:Singchain Team Haikou– Jingkun Xu
- 2023 :
  - 33e sur 40 Imoca dans la Transat Jacques-Vabre en duo avec Mike Golding, en 17 j 11 h 41 min 50 s[17]
  - 31e sur 32 dans le Retour à la Base, en 13 j 19 h 24 min 51 s[18]

- 2024. 26e sur 28 Imoca dans la New York-Vendée-Les Sables-d'Olonne, en 15 j 1 h 42 min 2 s[17]

## Record
Le 19 juillet 2019, Alan Roura à la barre de La Fabrique bat le record de la traversée de l'Atlantique Nord en monocoque et en solitaire en reliant le phare d'Ambrose et le cap Lizard en 7 jours, 16 heures, 58 minutes et 26 secondes.